# Qufu
Qufu (kinesiska: 曲阜, pinyin: Qūfù, Wade-Giles: Ch'ü1-fu4, gamla postkartan: Küfow) är en stad på häradsnivå i den kinesiska Shandongprovinsen och lyder under stadsprefekturen Jining. Den ligger på 35 grader och 36 minuter nordlig bredd och 117 grader och 2 minuter östlig längd från Greenwich, omkring 130 kilometer söder om provinshuvudstaden Jinan och 45 kilometer nordost om staden Jining. Qufu har en stadsbefolkning på omkring 60.000 invånare, medan hela regionen har omkring 650.000 invånare.
Qufu är den plats där Konfucius enligt legenden skall ha fötts; den var huvudstad i staten Lu under vår- och höstperioden. Konfuciustemplet, Konfucius gravplats och familjen Kongs familjeegendom i Qufu har av Unesco antagits som världsarv sedan 1994. Dessa är Qufus stora kulturattraktioner. Staden spelade också en mindre roll i Yanzhoufälttåget, som genomfördes av de kinesiska kommunisterna 1948.

## Konfuciustemplet (Kong Miao)

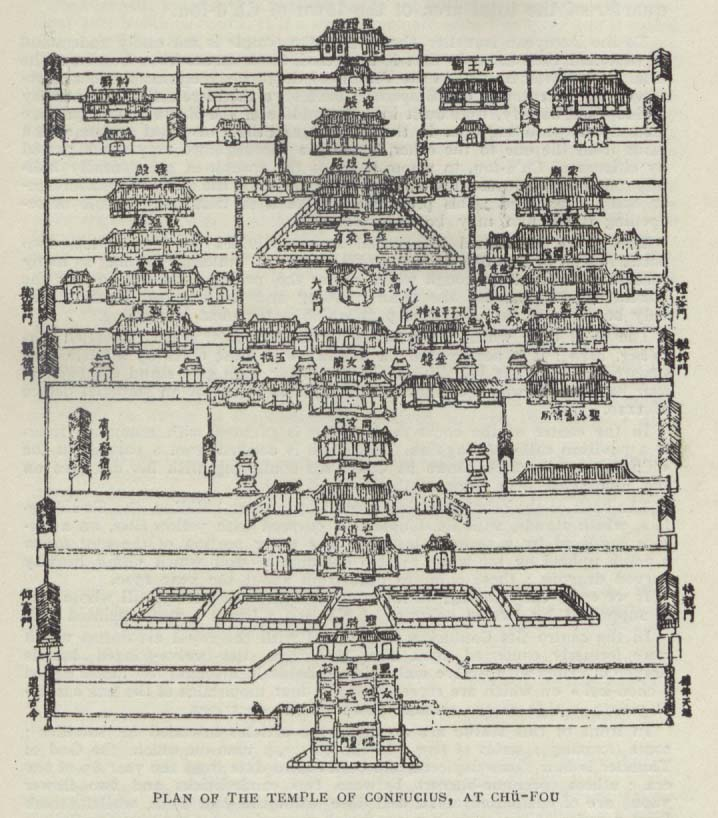
Historisk ritning över Konfuciustemplet (1912).

Inom två år efter Konfucius död helgades hans hus i Qufu som tempel av prinsen av Lu. 205 f.Kr. blev Gao av Handynastin den förste kejsaren att offra till Konfucius i Qufu. Därmed inledde han en tradition för många sentida kejsare och tjänstemän. Senare brukade kejsare besöka Qufu efter sin tronbestigning eller vid viktiga tillfällen, som till exempel ett framgångsrikt krig. Totalt avlade 12 olika kejsare 20 personliga besök i Qufu för att dyrka Konfucius. Omkring 100 andra skickade sändebud på 196 besök. Konfucius ursprungliga trerumshus flyttades från tempelkomplexet under en ombyggnad 611 e.Kr. Under Songdynastin utökades templet 1012 och 1094 till en form bestående av tre avdelningar och fyra gårdar, omkring vilka så småningom 400 rum byggdes. Bränder och vandalisering förstörde templet 1214, under Jindynastin. 1302 var det under Yuandynastin återuppbyggt till sin forna storlek. Kort därefter, 1331, ramades templet in av en inhägnadsmur, modellerad efter det kejserliga palatset. Efter att återigen ha härjats av brand 1499 återuppbyggdes det slutligen till sin nuvarande storlek. Dock gjordes ytterligare tillägg till byggnaderna och utsmyckningen. Totalt har Konfuciustemplet genomgått 15 stora renoveringar, 31 stora reparationer och ett otal små om- och tillbyggnader.

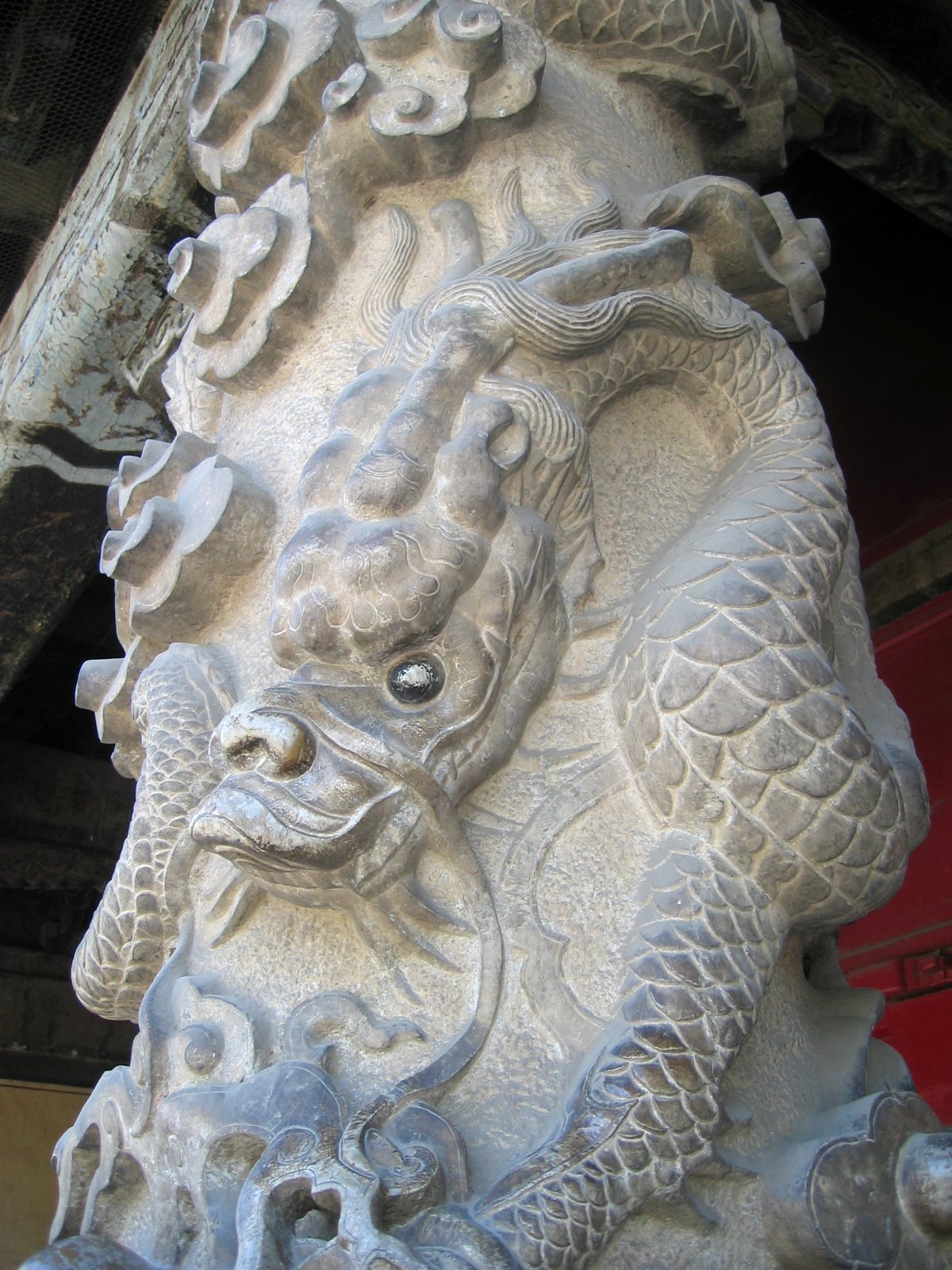
Drakpelare framför Dachenghallen.

Tempelkomplexet är Kinas näst största historiska byggnad (näst efter den förbjudna staden); det täcker en yta på 16.000 kvadratmeter och har totalt 460 rum. Eftersom den sista stora omändringen efter branden 1499 ägde rum strax efter byggandet av den förbjudna staden under Mingdynastin, liknar Konfuciustemplets arkitektur den förbjudna stadens på många sätt. Huvuddelen av templet består av nio gårdar i en rät linje, som ligger i nord-sydlig riktning och är 1.3 kilometer lång. De första tre gårdarna har små portar och har tallar planterade på sig, de har en introducerande funktion. Den första (sydligaste) porten heter "Lingxing-porten" efter en stjärna i stjärnbilden Stora björnen, vilket skall visa att Konfucius är en stjärna från himlen. Byggnaderna runt de övriga gårdarna bildar komplexets hjärta. De är stora byggnader med gula takpannor (som annars var reserverade för kejsaren) och rödmålade väggar. De omges av mörkgröna tallar för att skapa en färgkontrast med komplementfärger. Huvudbyggnaderna är stelapaviljongerna (till exempel från Jin- och Yuandynastierna, 1115–1368), Kuiwenhallen (byggd 1018, restaurerad 1504 under Mingdynastin och återigen 1985), Xing Tan-paviljongen (Aprikosverandan), De Mu Tian Di-bågen, Dachenghallen (byggd under Qingdynastin) och Konfucius hustrus hall. Dachenghallen (Stora perfektionshallen) är det nuvarande komplexets arkitektoniska hjärta. Hallen täcker en yta på 54 gånger 34 meter och är nästan 32 meter hög.
Den hålles uppe av 100.000 rikt dekorerade pelare, var och en 6 meter hög och 0,8 meter i diameter samt uthuggen i ett stycke ur sten hämtad från trakten. De 10 pelarna längst fram i hallen är dekorerade med hoprullade drakar. Det sägs att dessa pelare täcktes under kejsarens besök, för att inte väcka hans avund. Dachenghallen var den viktigaste platsen för offrandet till Konfucius minne. I mitten av gården framför Dachenghallen finns "Aprikosverandan", som minner om att Konfucius undervisade sina lärjungar under ett aprikosträd. Varje år hålls i Qufu och vid många andra Konfuciustempel en ceremoni den 28 september till minne av Konfucius födelsedag (se externa länkar nedan).
De historiska fynden från Qufu led stor skada under Kulturrevolutionen då omkring 200 bland personal och studenter från Pekings lärarhögskola (Beijing Normal University) kom till Qufu och förstörde mer än 6.000 föremål i november 1966.

## Konfucius gravplats

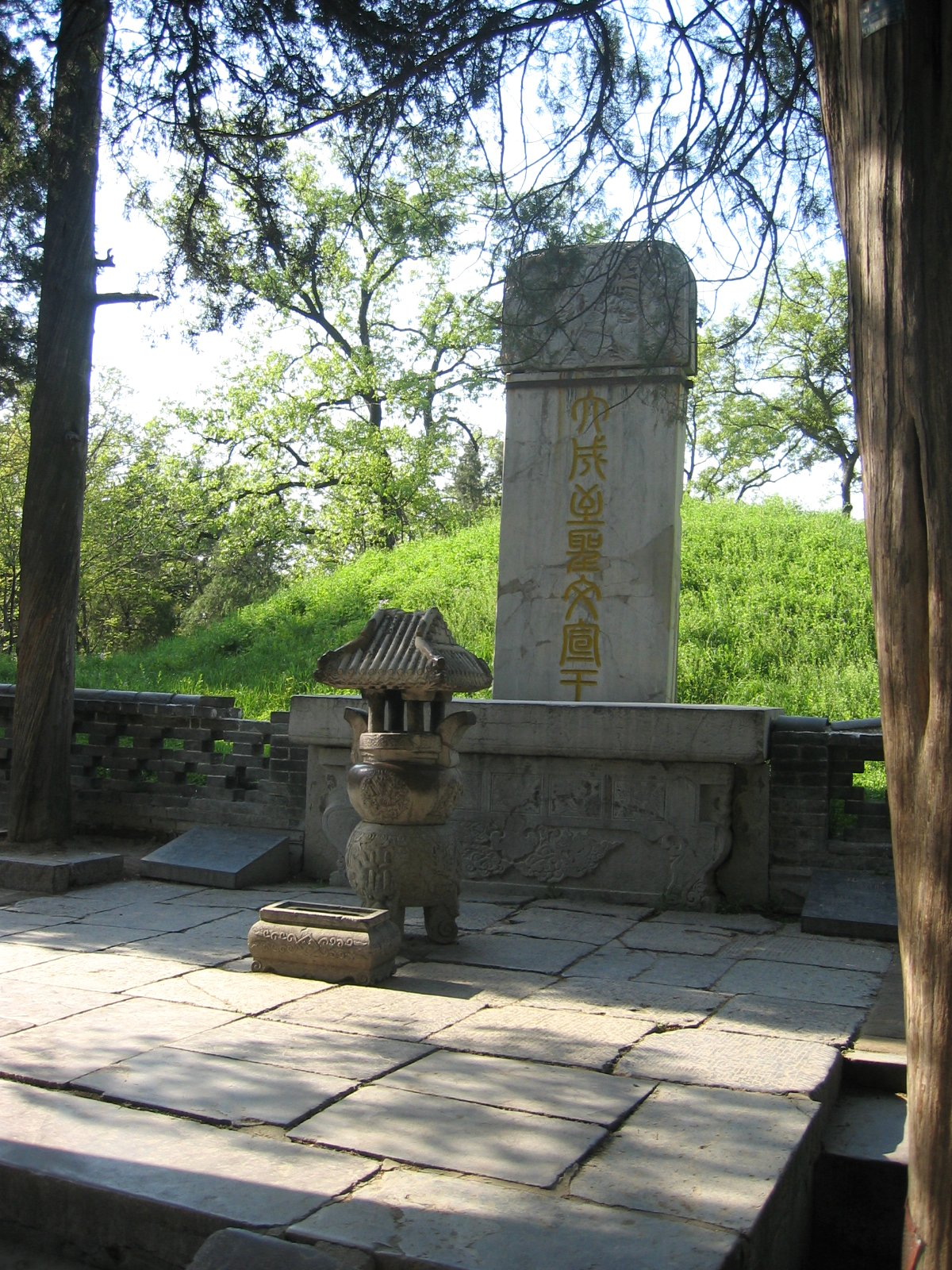
Konfucius grav.

Konfucius gravplats ligger norr om staden Qufu, de äldsta gravarna man har funnit på platsen går tillbaka till Zhoudynastin. Det ursprungliga gravmonumentet som restes här till Konfucius minne på floden Sishuis strand hade formen av en yxa. Dessutom fanns en tegelveranda för offranden. Den nuvarande graven är en kulle. När den öppnades av rödgardisterna under Kulturrevolutionen fann man inga människorester i den. Gravar till minne av Konfucius ättlingar och ytterligare stelor till minne av honom byggdes snart runt hans grav. Eftersom Konfucius ättlingar fick adelstitlar och kejserliga prinsessor till hustrur, finns det många adelsmärken på gravarna. Gravstenar började användas under Handynastin och idag finns omkring 3.600 gravstenar från Song-, Yuan-, Ming- och Qingdynastin som fortfarande står på gravplatsen. 1331 började man bygga platsens mur och port. Totalt har platsen genomgått 13 renoveringar och utökningar. Så småningom, vid slutet av 1700-talet, nådde yttermuren en längd på 7,5 kilometer och omgav en yta på 3,6 kvadratkilometer. På denna plats kan man hitta gravar för över 100.000 Konfuciusättlingar, som har blivit begravda där under 2000 år. De äldsta gravarna går tillbaka till Zhoudynastin, de nyaste tillhör personer ur 76:e och 78:e generationerna. Hertigens av Qufu lik ur 76:e generationen flyttades från sin grav och hängdes naket i ett träd framför palatset under vanhelgandet av gravplatsen under kulturrevolutionen. Mer än 10.000 träd ger gravplatsen ett skogsliknande intryck. En väg går från Qufus norra port till gravplatsens yttre port i en rät linje. Den är 1266 meter lång och omges av cypresser och tallar. Längs denna väg ligger Yantemplet, byggt till minne av Konfucius favoritstudent.

## Familjen Kongs egendom

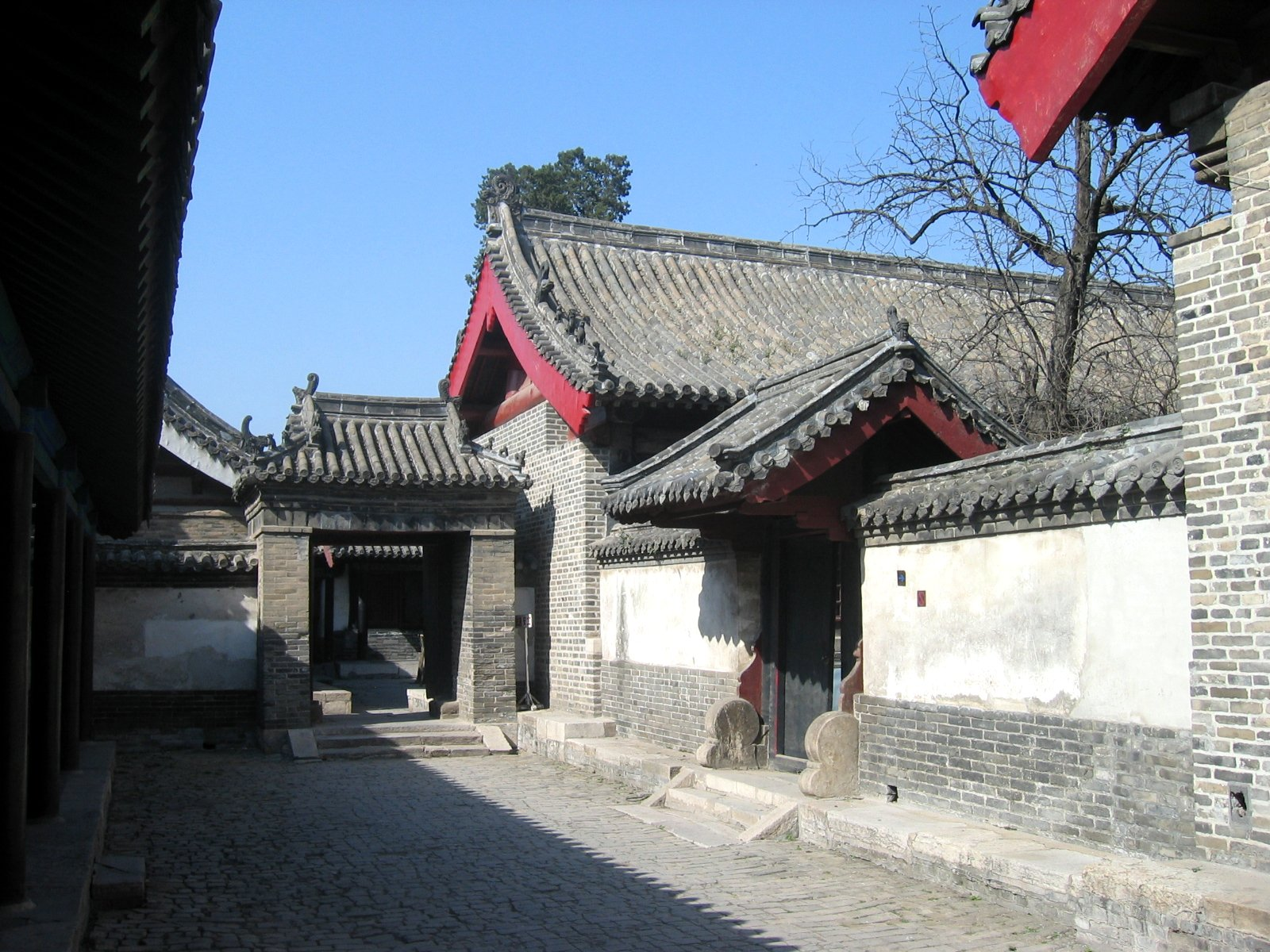
Gård i familjen Kongs egendom.

Konfucius ättlingar levde i familjen Kongs egendom öster om templet och hade hand om templet och gravplatsen. De hade till särskild uppgift att utföra utvecklade religiösa ceremonier vid sådana tillfällen som sådd, skörd, de dödas minnesdag och födelsedagar. Familjen Kong kontrollerade de största lantegendomarna i Kina. Det första huset byggdes 1038 under Songdynastin och var ursprungligen direkt sammanbundet med templet. Under en återuppbyggnad 1377, som hade bestämts av den förste Mingkejsaren, flyttades det en kort bit från templet. 1503 utökades det till tre rader byggnader med 560 rum och - liksom Konfuciustemplet - 9 gårdar. Huset blev totalrenoverat 1838, men blev lågornas rov 1887. Det återuppbyggdes två år senare och båda dessa 1800-talsrenoveringar bekostades av kejsaren. Idag består egendomen av 152 byggnader med 480 rum, som täcker en yta på 12.470 kvadratmeter. Egendomen beboddes av Konfucius ättlingar fram till 1937, då 76:e och 77:e generationerna flydde till Chongqing under det andra sino-japanska kriget och senare, under det kinesiska inbördeskriget, till Taiwan, där familjens överhuvud fortfarande lever.
Egendomens uppbyggnad är traditionellt kinesisk och har tjänste- och arbetsrummen på framsidan strikt avdelade från bostadsytorna på baksidan. Dessutom är byggnaderna avdelade efter ålder, kön och status på sina invånare, vilket reflekterar Konfucius principer om ordning och hierarki: Konfucius äldste ättling hade sitt boende i det mittersta av de tre huvudbyggnaderna; hans yngre bror levde i Yi Gunhallen i öster.
Bland egendomens huvudattraktioner finns De fem märkliga föremålen:
1. Den märkliga bägaren
2. Den märkliga tavlan
3. Det märkliga odjuret
4. Det märkliga trädet
5. Det märkliga monumentet

Vart och ett av dessa har en mycket märklig egenskap.